# Новоминзитарово
Новоминзитарово (баш. Яңы Меңйетәр) — деревня в Благовещенском районе Башкортостана, относится к Изяковскому сельсовету.

## Население
| 2002 | 2009 | 2010 |
| ---- | ---- | ---- |
| 79   | ↘72  | ↘61  |

Согласно переписи 2002 года, преобладающая национальность — башкиры (81 %).

## История
Деревня Ново-Минзитарово находится на северной стороне реки Изяк. Считается, что поселение была образована в 1905 году башкирами-вотчинниками деревни Минзитарово (ныне в Иглинском районе) на собственной вотчинной земле. В начале XX века деревня фигурировала также под названиями Ново-Миньядзитарово, Минлярово.
Вплоть до революции башкиры-вотчинники деревень Старо и Ново-Минзитарово образовывали одну поземельную общину, несмотря на то, что деревни находились друг от друга на расстоянии двенадцати верст, по разные стороны реки Уфы. При этом, однако, башкиры Ново-Минзитарово с 1913 года образовывали самостоятельное сельское общество.
К 1913 году в деревне насчитывалось 43 хозяйства и 246 человек. Формально обеспеченность землей была более чем достаточной: 21 хозяин имел более 40 десятин надельной земли, 13 хозяев – от 20 до 30, 9 хозяев – от 10 до 15 десятин. Купчей земли у жителей деревни не было. При этом 42 хозяина сдавали в аренду в общей сложности 340 десятин земли.
В 1919 году Ново-Минзитарово, как и остальные башкирские деревни Иглинской волости, вошла в Кудейский кантон Башреспублики. В 1920-е годы деревня Ново-Минзитарово входила в состав Нижне-Изяковского сельсовета Степановской волости, а в 1930-е – в состав Турушлинского сельсовета, позднее – Изяковского сельсовета, в котором числится и по сей день.

Во время коллективизации деревня стала частью колхоза «Новый труд». С 1957 года вошла в состав совхоза «Степановский». В советское время в деревне функционировала школа.

д. Новоминзитарово, РБ
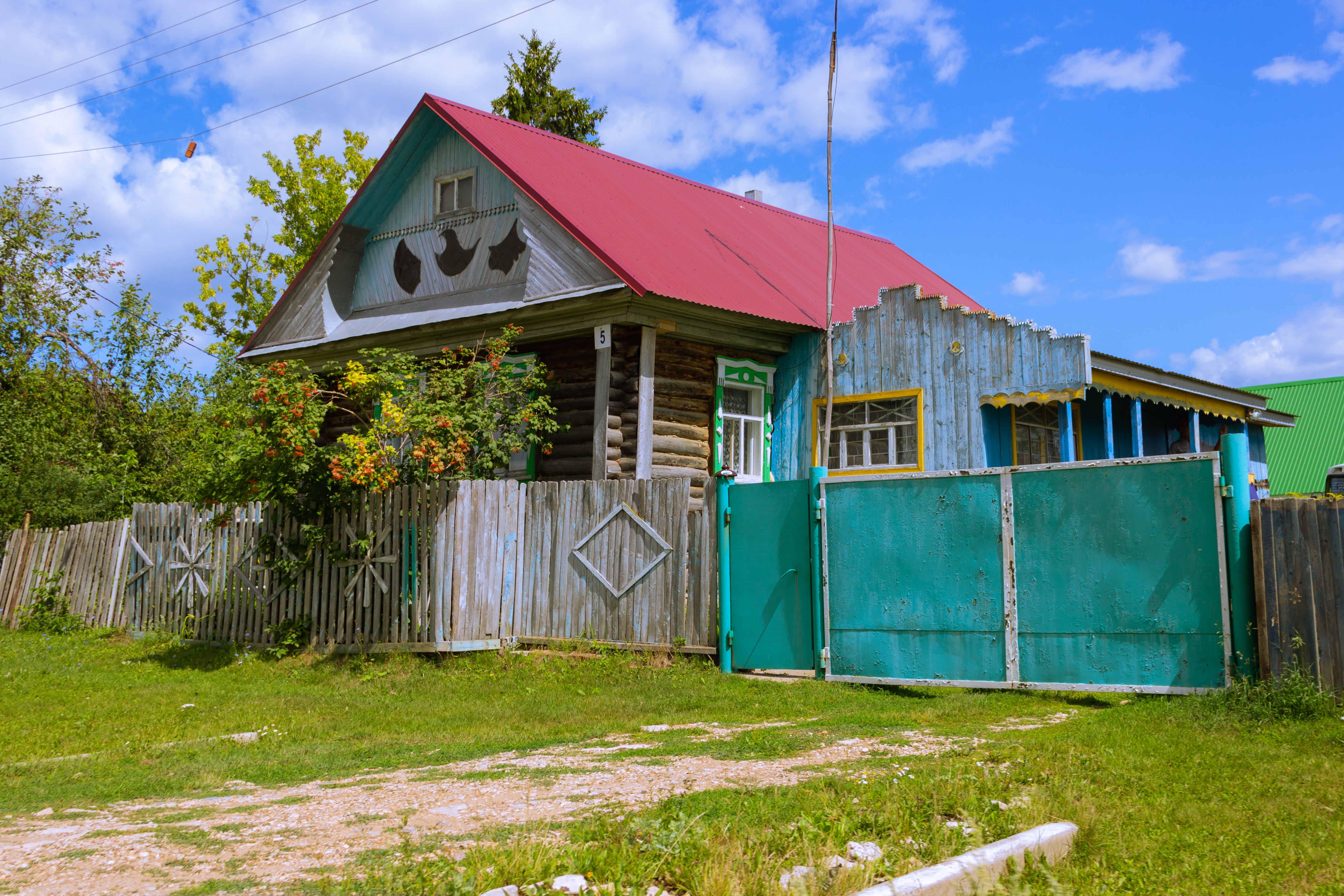
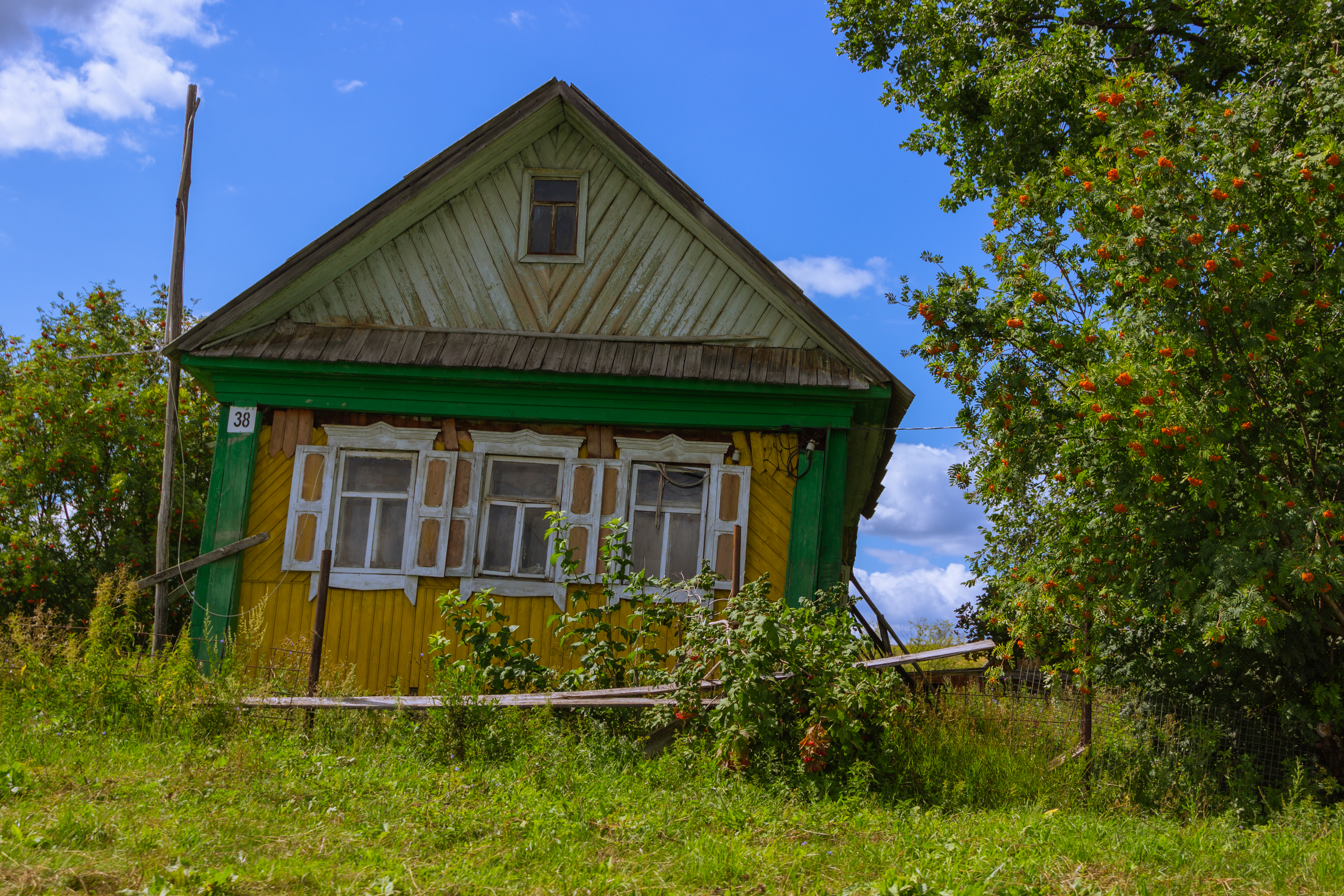
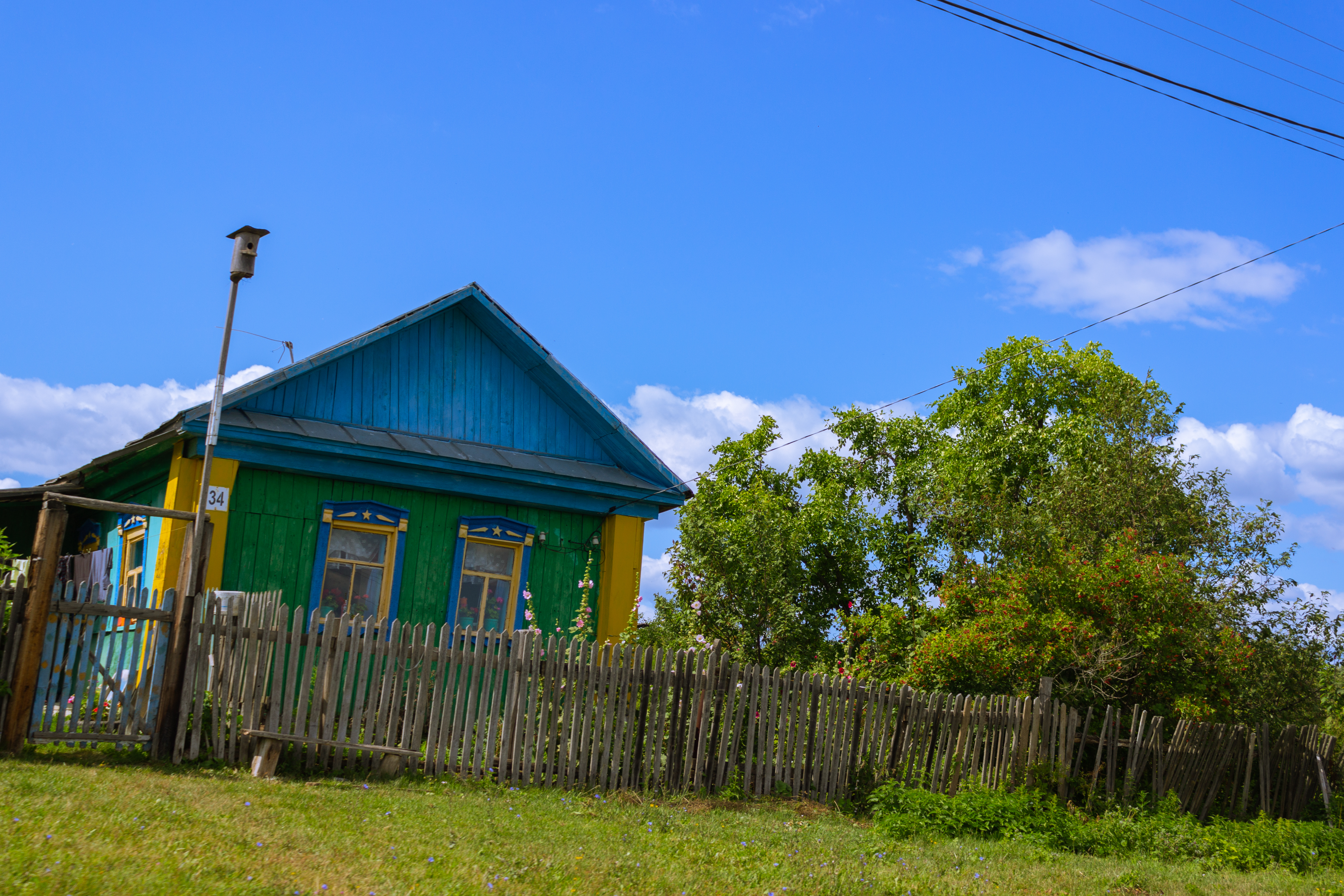

## Географическое положение
Расстояние до:
- районного центра (Благовещенск): 28 км,
- центра сельсовета (Верхний Изяк): 5 км,
- ближайшей ж/д станции (Загородная): 14 км.